# Bullay
Bullay – miejscowość i gmina w Niemczech, w kraju związkowym Nadrenia-Palatynat, w powiecie Cochem-Zell, nad Mozelą. W 2009 liczyła 1 503 mieszkańców.
W gminie znajduje się stacja kolejowa Bullay.